# Marokko ved vinter-OL 2022
Marokko deltager i vinter-OL 2022 i Beijing, Kina i perioden 4. – 20. februar 2022.

## Medaljer
| 2022 Beijing | Guld | Sølv | Bronze | Total |
| Marokko      | -    | -    | -      | -     |

### Medaljevindere
| Marokko under vinter-OL 2022 i Beijing | Marokko under vinter-OL 2022 i Beijing | Marokko under vinter-OL 2022 i Beijing | Marokko under vinter-OL 2022 i Beijing | Marokko under vinter-OL 2022 i Beijing |
| Medalje                                | Navn                                   | Sport                                  | Event                                  | Dato                                   |
| -------------------------------------- | -------------------------------------- | -------------------------------------- | -------------------------------------- | -------------------------------------- |
| Guld                                   | -                                      | -                                      | -                                      | -                                      |
| Sølv                                   | -                                      | -                                      | -                                      | -                                      |
| Bronze                                 | -                                      | -                                      | -                                      | -                                      |